# Thymbra
Thymbra – rodzaj roślin z rodziny jasnotowatych (Lamiaceae). Obejmuje 7 gatunków. Występują one w basenie Morza Śródziemnego – w południowej Europie, północnej Afryce i południowo-zachodniej Azji, sięgając na wschodzie po Iran. Niektóre gatunki uprawiane są jako rośliny ozdobne. Thymbra capitata wykorzystywana jest w tradycyjnej medycynie ludowej na Krecie jako roślina lecznicza. Ceniona jest też jako roślina miododajna i dostarczająca olejku eterycznego wykorzystywanego w lecznictwie i przemyśle perfumeryjnym.

## Morfologia
PokrójAromatyczne krzewinki.
LiścieNaprzemianległe, całobrzegie, często złożone wzdłuż wiązki środkowej. Młode liście skupione w pęczkach w kątach starszych liści.
KwiatyZebrane na szczytach pędów w gęstych okółkach, zwykle zagęszczonych w postaci główki lub kłosa. Podsadki pod okółkami lancetowate lub jajowato-lancetowate, odmienne od liści, czasem barwne. przysadki eliptyczne do lancetowatych. Kielich zrosłodziałkowy, walcowaty, z 12–23 wiązkami przewodzącymi, dwuwargowy, z 5 ząbkami, z czego trzy dolne są krótkie i trójkątne, a dwa górne lancetowate i wzniesione do góry. Korona dwuwargowa, z czterema łatkami, z czego trzy są dolne i jedna górna. Korona jest kremowa do purpurowej. Górna łatka jest zaokrąglona, prosta. Dolne łatki także są zaokrąglone, środkowa skierowana jest w dół. Cztery pręciki wyrastają ze środkowej części rurki korony. Nitki ich są wygięte i wystają z rurki. Pylniki są rozchylone. Zalążnia zwieńczona szyjką słupka z dwudzielnym znamieniem o równych lub niemal równych ramionach.
OwoceCzterodzielne rozłupnie, rozpadające się na cztery pojedyncze rozłupki, które są jajowate i gładkie.

## Systematyka
Pozycja systematyczna
Gatunek i rodzaj z podplemienia Menthinae, plemienia Mentheae, podrodziny Nepetoideae z rodziny jasnotowatych Lamiaceae.
Wykaz gatunków
- Thymbra calostachya (Rech.f.) Rech.f.
- Thymbra capitata (L.) Cav.
- Thymbra linearifolia (Brullo & Furnari) Bräuchler
- Thymbra nabateorum (Danin & Hedge) Bräuchler
- Thymbra sintenisii Bornm. & Azn.
- Thymbra spicata L.
- Thymbra thymbrifolia (Hedge & Feinbrun) Bräuchler